# Oriolo
Oriolo – miejscowość i gmina we Włoszech, w regionie Kalabria, w prowincji Cosenza.
Według danych na rok 2004 gminę zamieszkiwało 2885 osób, 34,8 os./km².